# Оджалан, Абдулла
Абдулла́ Оджала́н (тур. Abdullah Öcalan; партийный псевдоним Апо́; род. 4 апреля 1949, Омерли, Шанлыурфа, Турция) — курдский политический и военный деятель, основатель и лидер Рабочей партии Курдистана. С 1999 года отбывает пожизненное заключение в турецкой тюрьме на острове Имралы.

## Биография

### Ранние годы

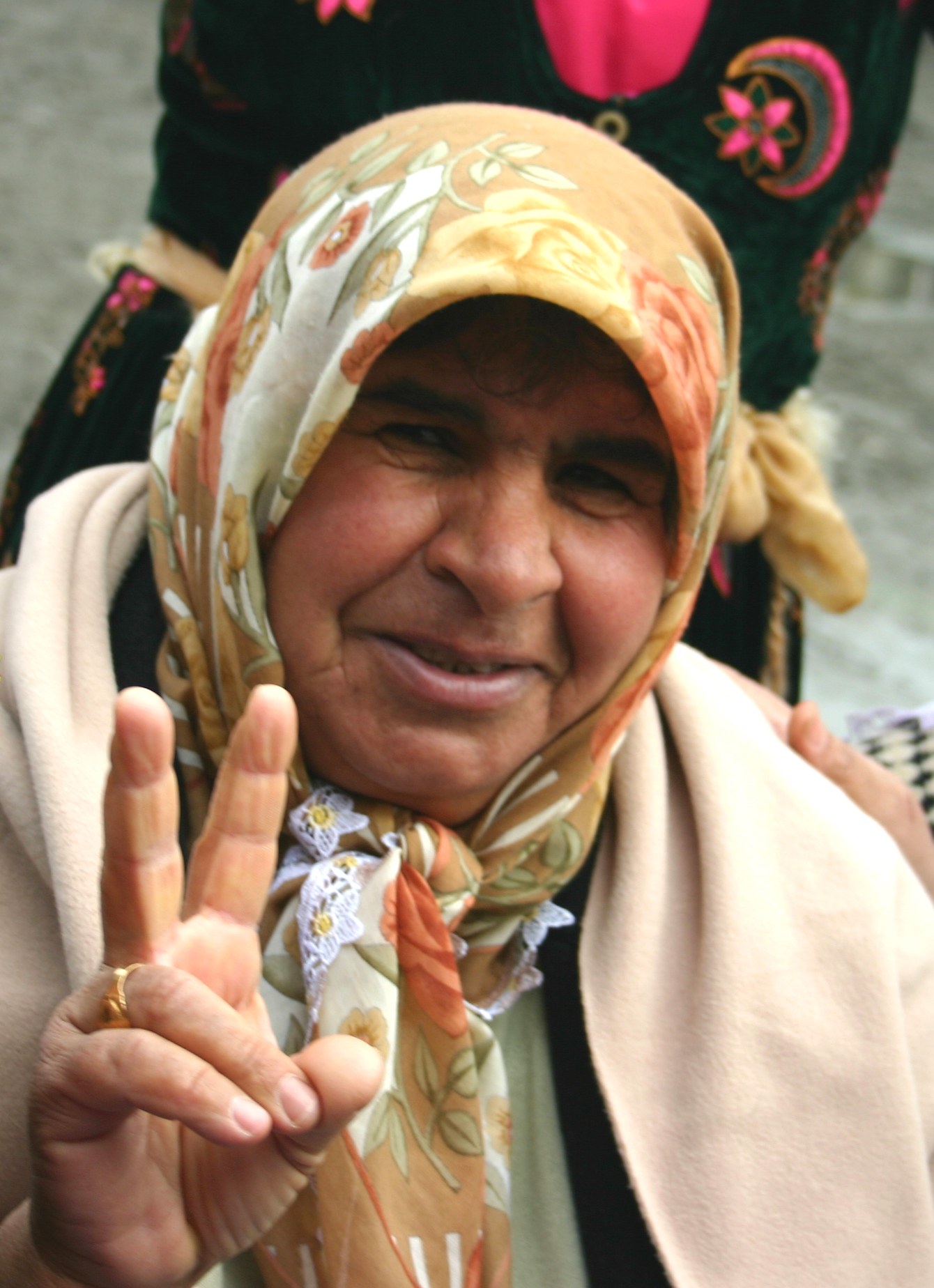
Фатма Оджалан — сестра Абдуллы Оджалана.

Родился 4 апреля 1949 года в Турции в курдской деревне Омерли (провинции Шанлыурфа) близ турецко-сирийской границы в бедной многодетной крестьянской семье (племени пазуки) старшим из 7 детей. С ранних лет был свидетелем нищеты и изнурительного труда родителей и родственников, работавших на землях местного землевладельца. В течение 5 лет Оджалан ходил в начальную школу в деревню Джибин, где впервые обратил внимание, что в турецкой деревне говорят по-турецки, а в курдской — по-курдски. Сама курдская национальность не признавалась официальными турецкими властями, которые строго следовали концепции моноэтничности и именовали курдов «горными турками». В юности Оджалан наблюдал, как в результате сделки между родителями жениха и невесты его младшую сестру Хаву без её согласия выдали замуж за крестьянина из другой деревни; пережитое потрясение повлияло на мировоззрение Абдуллы. «Я не чувствовал никакой привязанности ни к сельскому обществу, ни к официальному обществу, представшему передо мной в школе», вспоминал Оджалан своё резкое неприятие окружающей среды в отрочестве.

### Становление
В 1966 году Оджалан впервые приехал в Анкару, где начал посещать митинги, организованные рабочей и студенческой молодёжью. В 1969 году поступил в ремесленный колледж, после окончания которого в 1969 году устроился на работу в службу земельного кадастра города Диярбакыр. В 1970 году перевёлся в кадастровый офис в Стамбуле. Там начал посещать собрания студентов левых взглядов, познакомился с трудами мыслителей-социалистов. Там же его вербовали агенты КГБ. Сильное влияние на Оджалана оказала книга Лео Губермана «Азбука социализма». В 1970 году Оджалан стал членом организации «Восточные революционно-культурные очаги», которая представляла собой федерацию автономных обществ, объединявших курдских студентов и представителей кругов курдских интеллигентов. Всех их консолидировало убеждение, что курдский народ является автохтонным, а не частью турецкой нации. Вскоре представительства движения возникли в разных городах Турции — Анкаре, Стамбуле, Диярбакыре, Сильване. Эта организация была одной из первых политических структур курдских марксистов, однако уже осенью 1970 года ВРКО попала под запрет, а её лидеры были арестованы.
В 1971—1974 годах Оджалан учился на факультете политологии Анкарского университета, но обучение не закончил. В те годы турецкое правительство стремилось провести культурную ассимиляцию курдов посредством интеграции их в образовательную систему Турции. В 1971 году турецкая армейская элита совершила государственный переворот, который повлёк репрессии против левых студенческих и рабочих групп, которые традиционно симпатизировали курдам. Была запрещена Рабочая партия Турции, арестованы её лидеры, затем разгромлена Коммунистическая партия Турции/Марксистско-ленинская. После гибели в ходе перестрелки с солдатами 30 марта 1972 года известного левого активиста Махира Чаяна и 8 его товарищей в Кызылдере Оджалан организовал митинг протеста, разогнанный полицией. Впервые арестованный Оджалан был брошен в тюрьму Мамак, где начал активно заниматься самообразованием, узнал, что более чем 40-миллионный курдский народ является самым крупным в мире, не имеющим собственной государственности, много читал историческую, марксистскую и русскую классическую литературу. С этих лет, признавался впоследствии Оджалан, он сильно любил Россию, рассчитывал на её поддержку в справедливом решении курдского вопроса, по сердцу ему пришлось и ленинское учение о праве наций на самоопределение. В октябре 1972 года, после 7 месяцев в тюрьме, 23-летнего Оджалана выпустили на свободу, о времени в тюрьме он затем вспоминал: «Тюрьма была для меня школой политической борьбы».

### Политическая деятельность
Освободившись из тюрьмы, Оджалан познакомился с ключевыми в истории Рабочей партии Курдистана деятелями — Хаки Карером и Кемалем Пиром, оба они были турками по национальности. Общение с ними дало Оджалану понимание кадровой политики РПК, характерной чертой которой был интернационализм. Важным этапом в становлении Оджалана как политического деятеля стало участие в Демократическом обществе высшего образования Анкары (ДОВОА), образованном в 1973 году. Эту легальную гуманитарную организацию Оджалан использовал для ведения агитации и поиска новых единомышленников. ДОВОА стала последней разрешённой турецкими властями структурой, где курдские революционеры пытались действовать в русле легальной политики, вместе с представителями турецких левых сил, которые рассматривали возможность предоставления курдам автономии в составе Турции, но не собственной государственности. В начале 1973 года Оджалан сплотил вокруг себя плеяду соратников, среди которых были молодые турецкие и курдские левые интеллигенты. Впервые эта группа юношей, которых сам Оджалан называл «дилетантами», собралась в апреле 1973 года на берегу плотины Чубук в Анкаре. Сподвижники Оджалана были скреплены тайным убеждением в том, что Курдистан является классической международной колонией, подверженной двойному гнёту — как со стороны западных стран, так и со стороны «полуколониальной» Турции. Молодые единомышленники, позиционируя себя как «особая курдская группа», решили перейти от собраний и обсуждений к определённым действиям. Был сформирован нелегальный отряд из 6 человек. Организация была названа «Революционеры Курдистана». Её члены были связаны с активистами марксистской группы ТНКР-С и с левым турецким подпольем. В декабре 1974 года «образовательная» организация ДОВОА, политическая заострённость которой стала очевидна, была запрещена турецкими властями.
В 1974 году Оджалан сформировал политическую группу, первоначально левого, социалистического направления, но с национальным уклоном. Он проанализировал опыт турецких левых боевых групп начала 1970-х годов и причины их провала. А по итогу пришёл к выводу, что вооружённая борьба с турецким государством была начата преждевременно, не имела политических предпосылок и должной кадровой подготовки ядра повстанческой организации, из-за чего и потерпела поражение. Исходя из ленинского учения, Оджалан пришёл к выводу о необходимости создания курдской революционной партии, которая, по его мнению, привлекла бы внимание к Курдистану как к региону, «являющемуся наиболее слабым звеном в цепи империализма на Ближнем Востоке». С 1974 по 1976 год группа Оджалана развернула деятельность в Анкаре, вела пропаганду в кварталах бедноты среди алавитов и курдов. На собрании 1976 года в столичном районе Дикмен курдские активисты приняли решение создать революционную организацию по партийному типу с центром действия в турецком Курдистане. Организация стала проводить агитацию в массах курдского населения.
В конце 1976 года на митинге инженеров и архитекторов в Анкаре организация курдских революционеров была представлена турецким левым силам, однако встречена весьма скептически. В марте 1977 года Оджалан вместе со сподвижниками посетил Северный Курдистан для изучения местной обстановки и настроений живущих там курдов. Группа Оджалана побывала в городах Карс, Гари, Дерсим, Каракочан и Диярбакыр, где вела агитацию, распространяла листовки, принимала участие в митингах, семинарах и дискуссиях по социальным и политическим темам. Сподвижники Оджалана происходили из беднейших слоёв населения, что отражалось на прямолинейности деятельности, в которой преобладала устная пропаганда, отличавшаяся прямотой и доступностью для понимания даже малограмотными соотечественниками. Упор делался на распространение пропагандистских бюллетеней и брошюр, при этом Оджалан стремился выйти за рамки узкого курдского национализма, стремился привлекать к движению и турецких левых. Высоким уровнем организованности, политической и исторической подготовки, самодисциплины и конспирации группа Оджалана не отличалась, что признавал он сам. Более того, среди 12 сопровождавших его активистов, как вспоминал Оджалан, проводя параллели с 12 апостолами, «один или двое с большой долей вероятности были информаторами наших недоброжелателей». Турецкие власти принимали решительные меры против курдских революционеров.
Ключевым событием, повлиявшим на трансформацию группы Оджалана в партию, стало убийство после митинга в Газиантепе 18 мая 1977 года ближайшего сподвижника Оджалана Хаки Карера, совершённое турецким провокатором. «Весть о гибели Хаки Карера была шоком, который потряс всех нас; первая пролитая кровь зажгла революционный огонь в сердцах борцов за независимость Курдистана», вспоминал Оджалан. В 1978 году организация Оджалана стала политической партией под названием Рабочая партия Курдистана.

### Переход к вооружённой борьбе
Незадолго до военного переворота 1980 года Оджалан эмигрировал в Сирию, где с советским оружием организовал боевые отряды и c 1984 года начал боевые действия и теракты  против Турции под лозунгом независимости Курдистана.
Вплоть до 1998 года Оджалан, пользуясь покровительством сирийских властей и КГБ жил в Дамаске; однако в октябре 1998 года президент Сирии Хафез Асад под нажимом Анкары вынужден был попросить Оджалана покинуть страну.

### Обстоятельства изгнания и похищения
Как сам Оджалан рассказал в своих мемуарах, опубликованных в октябре 2019 года в российской газете «Свободный Курдистан», первой страной, куда он прибыл после изгнания из Сирии, была Греция (неформально считавшаяся международным посредником в курдском вопросе). 9 октября 1998 года Оджалан прилетел в Афины, где намеревался обратиться с просьбой о политическом убежище, однако греческие спецслужбы дали понять ему, что из-за риска чрезвычайного осложнения отношений с Турцией это невозможно.
Тогда Оджалан отправился в Москву, где в аэропорту его встретил депутат Госдумы РФ и лидер партии ЛДПР Владимир Жириновский. У Оджалана были планы остаться в России надолго на правах политического беженца, однако вскоре до него довели распоряжение председателя правительства Евгения Примакова, встревоженного назревающим международным скандалом, о том, что Оджалан может находиться в России не более 9 суток, после чего он будет принудительно выдворен из страны. Тем не менее Оджалан, согласно своим мемуарам, пробыл в России 33 дня, всё это время гостил на даче соратника Жириновского по ЛДПР, депутата Госдумы Алексея Митрофанова в Одинцовском районе Подмосковья. В этот период по инициативе ЛДПР Госдума официально обратилась к президенту Ельцину с просьбой предоставить Оджалану политическое убежище в России, однако правительство РФ, опасаясь осложнения отношений с Турцией (от которой зависело решение по сооружению подводного газопровода «Голубой поток»), объявило Оджалана персоной нон грата в России.
4 ноября 1998 года Оджалану было предложено покинуть территорию России. С подложным паспортом он прилетел в Италию, где был арестован в аэропорту Рима на основании международного ордера на арест, выданного Германией. Однако затем Германия отозвала свой ордер на арест, но, в то же время, Италия отказалась предоставить Оджалану политическое убежище. 16 января 1999 года он снова прибыл в Россию.
За те несколько дней, пока Оджалан вторично находился в России, Москву посетили с визитами госсекретарь США Мадлен Олбрайт и министр иностранных дел Израиля Ариэль Шарон, которые также настаивали на выдаче Оджалана Турции либо, как минимум, его выдворении из России. В этих обстоятельствах Оджалан 29 января 1999 года на частном самолёте, предоставленном сочувствующим ему отставным греческим генералом Наксакисом, вылетел из Санкт-Петербурга в Афины.
После встречи с министром иностранных дел Греции Панголосом в сопровождении шефа греческой разведки Ставракиса Оджалана вывезли на остров Корфу в Ионическом море.
31 января 1999 года Оджалан с паспортом гражданина Республики Кипр на имя Лазароса Мавроса на борту небольшого самолёта отправился из Афин в Минск, откуда он надеялся перебраться в Нидерланды. Однако сначала минский, а потом и роттердамский аэропорты отказались дать самолёту Оджалана посадку, и он взял курс на Афины. Следившие за событиями европейские СМИ отмечали, что «в эту ночь все аэропорты Европы были закрыты для Апо», под давлением российского премьера Примакова отказались принять Оджалана и страны СНГ (Армения, Грузия, Таджикистан), во многих из которых об этом просила курдская диаспора.
Только после этого греческие спецслужбы отправили Оджалана с острова Корфу в Кению, где он укрылся в посольстве Греции и где ему обещали оформить на подставное лицо паспорт ЮАР. Однако затем Оджалана, согласно его мемуарам, решили отправить в Нидерланды и вывезли (как он сам полагает, «не без применения наркотических психотропных средств») в аэропорт Найроби, где Оджалан 15 февраля 1999 года и был передан специально прибывшей из Турции группе захвата. Из Кении турецкими коммандос похищенный Оджалан был молниеносно доставлен в Анкару, а затем на остров Имралы. Вскоре специальный представитель президента США Энтони Блинкен объявил о том, что операция по захвату Оджалана и передаче его Турции осуществлялась с ведома и согласия президента США Билла Клинтона. Сам Оджалан в мемуарах 2019 года обвинял в своём похищении спецслужбы США, Великобритании, Израиля и Турции, а также натовскую организацию «Гладио», действующую под контролем США; указывал на нарушение Европейской конвенции по правам человека, позицию России эпохи Ельцина — Примакова назвал слабой и нерешительной, выражал уверенность, что при президенте Путине истории с его выдворением из Российской Федерации и последующим похищением в Африке произойти не могло.

### Тюрьма, суд, приговор и участие в урегулировании курдской проблемы
В Турции Оджалан был помещён в тюрьму на острове Имралы в Мраморном море. 28 июня 1999 года, в годовщину смерти лидера курдского восстания 1925 года шейха Саида, Оджалан был осуждён на смертную казнь, которая в 2002 году под давлением мирового сообщества была заменена на пожизненное заключение (смертная казнь в Турции была отменена).
Адвокаты Оджалана в 2003 году подали в Европейский суд по правам человека жалобу на Турцию. В 2005 году ЕСПЧ единогласно признал, что во время содержания Абдуллы Оджалана под стражей было нарушено положение Европейской конвенции по правам человека, по которому задержанный имеет право на проверку законности заключения его под стражу. Также было признано, что дело Оджалана в Турции «не рассматривалось независимым и непредвзятым судом», нарушением Европейской конвенции по правам человека был также признан «смертный приговор, вынесенный в результате несправедливого судебного процесса». Суд обязал Турцию выплатить €120 тыс. в возмещение расходов адвокатам Оджалана, но не признал право самого Оджлана на материальную компенсацию.
В ноябре 2009 года турецкое правительство приняло решение об улучшении условий содержания Оджалана и отмене одиночного характера заключения. 17 ноября 2009 года на остров Имралы в одиночную тюрьму строгого режима были переведены ещё 5 членов РПК, находящихся под арестом.
С 27 июля 2011 года Абдулла Оджалан лишён права встречаться со своими адвокатами. Спустя год в турецкие средства массовой информации просочилась информация о том, что турецкое правительство инициировало встречи между представителями Национальной разведывательной организации Турции (MIT) и Абдуллой Оджаланом.
В декабре 2012 года Оджалан попросил Анкару освободить тысячу курдских заключенных и позволить ему общаться со своими сторонниками, находящимися в Иракском Курдистане.
В январе 2013 года правительство Турции договорилось с Абдуллой Оджаланом о создании плана по урегулированию многолетнего конфликта. Согласно плану, боевики РПК покинут территорию Турции в обмен на освобождение активистов, отправленных в тюрьму по обвинению в связях с РПК, а также на закрепление в новой конституции страны принципа равноправия всех народов Турции.
23 февраля 2013 года в рамках плана поэтапного урегулирования курдской проблемы в Турции на встречу с курдским лидером была допущена делегация в составе депутатов Великого национального собрания Турции от прокурдской Партии мира и демократии.
21 марта 2013 года в праздник Новруз Абдулла Оджалан передал через депутатов послание с историческим обращением, в котором обосновал необходимость перехода от вооружённой борьбы к борьбе политической. В тюрьме Оджалан написал мемуары о своей жизни, борьбе, изгнании, похищении, суде и пребывании в имралинской тюрьме, которые в неподцензурном виде были частично опубликованы в 2019 году российской ежемесячной газетой «Свободный Курдистан».
В 2005 и 2014 годах Европейский суд по правам человека вынес два постановления по жалобам Оджалана против Турции, усмотрев ряд нарушений в обращении с ним.
В 2015 году удостоен звания почётного доктора Стратклайдского университета (Шотландия).
На середину 2015 года автор 40 научных трудов.
27 сентября 2018 года Европейский суд по правам человека (ЕСПЧ) отклонил жалобу, поданную лидером Рабочей партии Курдистана. Оджалан утверждал, что в 2008 году подвергся пыткам со стороны тюремной стражи, которая пыталась произвести обыск в его камере. Судебная инстанция не нашла аргументов в подтверждение слов Оджалана.

## Попытки предоставления политического убежища
4 ноября 1998 года Государственная дума Федерального собрания Российской Федерации абсолютным большинством голосов утвердила обращение Государственной думы ФС РФ «К Президенту Российской Федерации Б. Н. Ельцину о предоставлении политического убежища в Российской Федерации лидеру Рабочей партии Курдистана Абдулле Оджалану» и направило постановление и указанное обращение президенту Российской Федерации Б. Н. Ельцину, однако постановление и обращение Государственной думы были оставлены без рассмотрения.
4 октября 1999 года Гражданский суд Рима постановил предоставить лидеру Рабочей партии Курдистана Абдулле Оджалану политическое убежище в Италии. Однако практического значения это постановление уже не имело, поскольку приговорённый к смертной казни курдский лидер ожидал решения своей участи в турецкой тюрьме.

## Семья
Жена Оджалана Кесире (Фатима) Йылдрым с 1978 года по 1988 год была агентом Национальной разведывательной организации. Она выдала многих основателей РПК. С 1980 года она жила в Швеции, где руководила скандинавским отделением РПК. Проверки, проведённые специальной комиссией РПК в течение 1987—1988 годов, разоблачили её предательство, она была исключена из партии, после чего скрылась. Однако в середине 1990-х женщина снова объявилась, по-прежнему представляя себя как члена РПК. После ареста Оджалана даже появились предположения, что именно она станет новым лидером партии. В ходе следствия Оджалан обвинил Кесире в том, что она могла быть организатором убийства премьер-министра Швеции Улофа Пальме в 1986 году.

## Сочинения
- Демократический конфедерализм, 2002.
- Война и мир в Курдистане: Перспективы политического решения курдского вопроса, 2008.
- Проблема личности в Курдистане. Особенности революционного борца и партийная жизнь. Ереван: «Паруйр Севак», 1994. ISBN 5-8079-0898-8.
- Империализм и колониализм Архивная копия от 6 декабря 2013 на Wayback Machine
- Социализм и проблемы революции. М.: Издательство «Axîna Welat», 1997.
- Курдистанская действительность с XIX века по настоящее время и движение РПК. М.: «Axîna Welat», 1998.
- От шумерского государства жрецов к демократической цивилизации. Т. I—II. М., 2003.
- В защиту народа. М., 2007. — 528 с.
- Защитная речь Афинскому суду
- ДОРОЖНАЯ КАРТА. Проблемы демократизации в Турции. Модели урегулирования ситуации в Курдистане. — М.: «Onebook.ru», 2011. — 128 c.
- Проблема преодоления капиталистического модернизма и демократизация. Цивилизация. ЭПОХА БОЖЕСТВ В МАСКАХ И БЕЗЛИКИХ ЦАРЕЙ. Книга 1, М., 2009. — 281 с.
- Манифест демократического общества. Капиталистическая цивилизация. ЭПОХА БОГОВ БЕЗ МАСОК И ГОЛЫХ КОРОЛЕЙ. Книга 2/ Абдулла Оджалан. М.: Зебра, 2012. — 397 с.